# Mimasaka (Okajama)

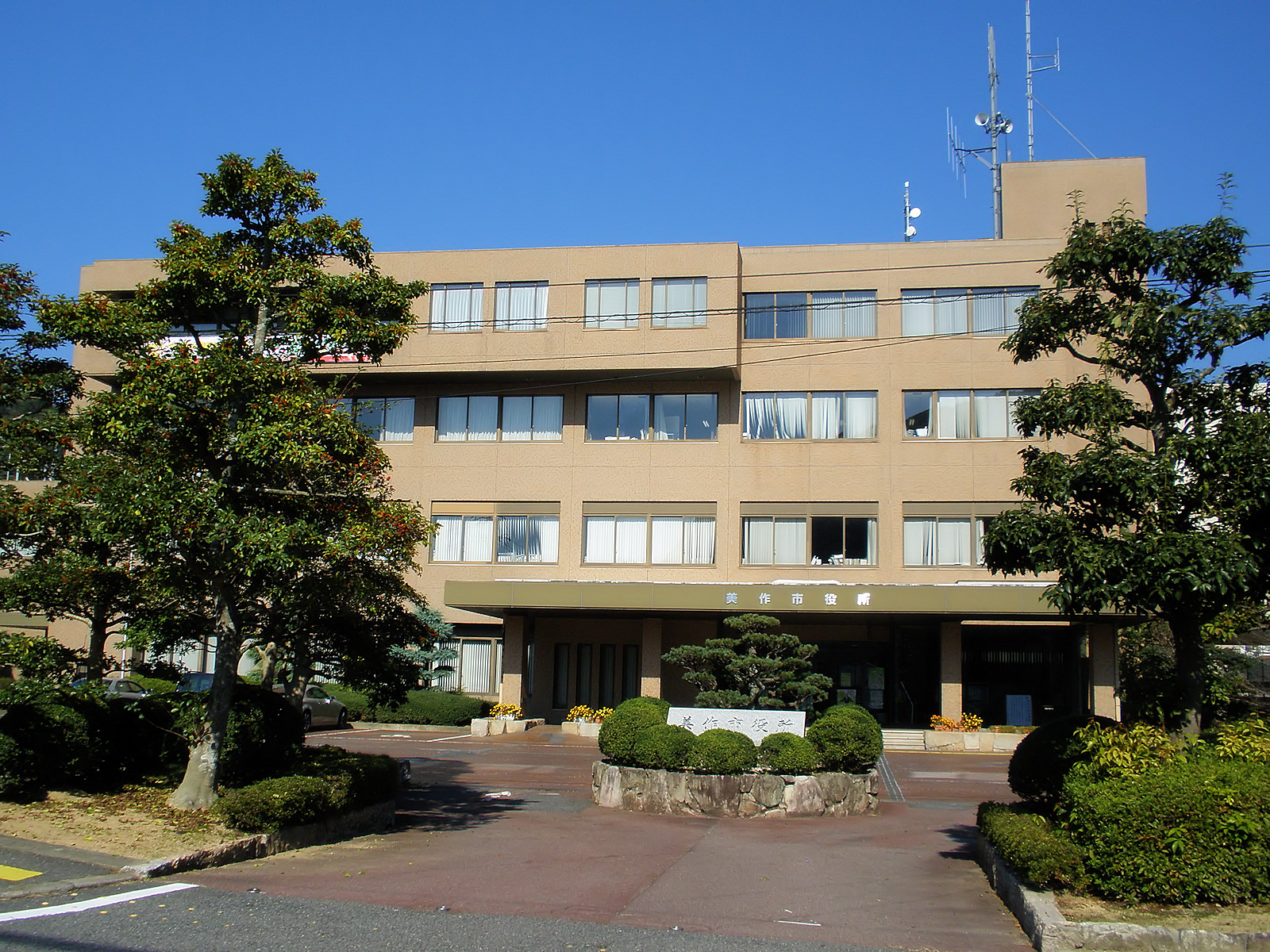
radnice

Mimasaka (japonsky: 美作市; Mimasaka-ši) je město v prefektuře Okajama v regionu Čúgoku v Japonsku.
K 1. listopadu 2011 mělo město 30 019 obyvatel při hustotě osídlení 70 obyvatel na km². Celková rozloha města je 429,19 km².